# Hans H. Walser
Hans Huldrych Walser (* 16. Juni 1920 in Peggau, Österreich; † 23. Juli 2022 in Winterthur) war ein Schweizer Psychiater und Medizinhistoriker.

## Leben und Wirken
Walser studierte von 1939 bis 1946 Medizin an der Universität Zürich. Er liess sich zum Facharzt für Psychiatrie ausbilden und eröffnete 1957 in Zürich eine vorwiegend psychoanalytische Praxis. Im selben Jahr wurde er bei Hans Fischer an der Universität Zürich mit einer medizinhistorischen Schrift zum Dr. med. promoviert, die er unter Leitung von Erwin Heinz Ackerknecht erstellt hatte. Im Sommersemester 1968 wurde Walser an der Universität Zürich habilitiert und im Sommersemester 1974 zum Titularprofessor für Geschichte der Medizin ernannt.
Walser veröffentlichte zahlreiche Aufsätze zur Geschichte der Psychiatrie und Psychoanalyse in der Schweiz. Von 1974 bis 1980 war er Redaktor der Zeitschrift Gesnerus.

## Schriften (Auswahl)
- Zur Einführung der Aethernarkose im deutschen Sprachgebiet im Jahre 1847 (= Veröffentlichungen der Schweizerischen Gesellschaft für Geschichte der Medizin und der Naturwissenschaften. Bd. 21). Sauerländer, Aarau 1958 (Dissertation, Universität Zürich, 1957).
- August Forel: Briefe / Correspondance 1864–1927. Hrsg. von Hans H. Walser. Huber, Bern 1968 (Habilitationsschrift, Universität Zürich, 1968).
- Hundert Jahre Klinik Rheinau, 1867–1967. Wissenschaftliche Psychiatrie und praktische Irrenpflege in der Schweiz am Beispiel einer grossen Heil- und Pflegeanstalt (= Veröffentlichungen der Schweizerischen Gesellschaft für Geschichte der Medizin und der Naturwissenschaften. Bd. 24). Sauerländer, Aarau 1970.